# Фалена-Тишо (Фрозиноне)
Фалена-Тишо је насеље у Италији у округу Фрозиноне, региону Лацио.
Према процени из 2011. у насељу је живело 181 становника. Насеље се налази на надморској висини од 367 м.